# Jorge Lorenzo Guerrero
Jorge Lorenzo Guerrero   (Palma, 4 de maig de 1987) és un antic pilot de motociclisme mallorquí d'origen gallec que va guanyar cinc campionats del món entre el 2006 i el 2015 (dos de 250cc i tres de MotoGP). Amb 47 victòries en MotoGP, Lorenzo és cinquè a la llista de guanyadors de Grans Premis en la classe reina. Retirat de les curses el 2019, el 2020 va ser incorporat al Saló de la Fama de la Motocicleta de l'AMA i el 2022 al Saló de la Fama de MotoGP.
Malgrat la seva retirada del motociclisme, Lorenzo continua actiu en els esports de motor com a pilot d'automobilisme i ha competit a la Porsche Carrera Cup Italia els anys 2022 i 2023 i a la Porsche Supercup i al Campionat d'Itàlia de GT, a més de fer de comentarista en algunes curses de MotoGP.

## Èxits al mundial de MotoGP
Després de guanyar dos campionats de 250cc consecutius (2006 i 2007), Lorenzo va passar a competir a MotoGP amb l'equip de fàbrica de Yamaha el 2008. En la seva primera temporada va guanyar el títol de Rookie of the Year després d'acabar en quarta posició final, amb una victòria inclosa. Les nou temporades que va passar amb Yamaha (del 2008 al 2016) van ser molt reeixides, ja que va guanyar el campionat en tres ocasions (2010, 2012 i 2015) i va acabar com a subcampió en tres més (2009, 2011 i 2013). El seu total de vuit victòries al mundial de MotoGP del 2013 és el màxim que ha aconseguit cap pilot de la categoria màxima en una sola temporada sense haver guanyat el títol, ja que va acabar a només quatre punts de Marc Márquez a la classificació final.
Lorenzo va canviar a l'equip de fàbrica de Ducati el 2017. Va tenir dificultats en la seva primera temporada i va aconseguir només tres podis i la setena posició final al campionat, mentre que el seu company d'equip i antic rival de 250cc Andrea Dovizioso va lluitar pel campionat fins a la ronda final. La temporada següent, Lorenzo va recuperar la forma amb tres victòries i un segon lloc, però va acabar el mundial en novè lloc. El pas a Repsol Honda l'any 2019 va ser desafortunat i, finalment, Lorenzo es va retirar en acabar la temporada.

## Carrera en el motociclisme

### Primers anys
Fill de Chicho Lorenzo, un veneçolà fill d'emigrants gallecs que es va establir a Mallorca el 1986 i de María Guerrero, antiga pilot de curses de resistència i velocitat, Jorge Lorenzo va començar a conduir motos a només tres anys. El seu pare, un conegut anticatalanista aficionat al motociclisme, el va entrenar des d'aleshores (actualment, Chicho Lorenzo regenta una escola de pilotatge a Alpedrete, prop d'El Escorial). A quatre anys, Jorge va participar en un campionat de motocròs infantil i el 1992, a cinc anys, va començar a córrer amb minimotos. Entre el 1993 i el 1995 va competir al campionat de minicròs de les Balears i en va guanyar tres títols.
El 1997, a deu anys, participà a la Copa Aprilia, que va guanyar el 1998 en la cilindrada de 50cc i el 1999 en la de 125cc. L'any 2000, tot i tenir encara tretze anys, Lorenzo obtingué una dispensa de la RFME per a participar al campionat d'Espanya de velocitat (CEV) de 125cc, on acabà en dissetè lloc. El 2001 hi va acabar quart i aquell mateix any va competir també al campionat d'Europa de 125cc, on va acabar sisè. A catorze anys, Lorenzo abandonà el barri palmesà de Son Fortesa i s'instal·là a Barcelona per tal de poder formar-se a la prestigiosa Escola Monlau (d'on han sortit campions com ara els germans Márquez, Toni Elías, Àlex Rins, Aleix Espargaró, Fabio Quartararo o Pecco Bagnaia entre d'altres).

### Mundial de 125cc i 250cc

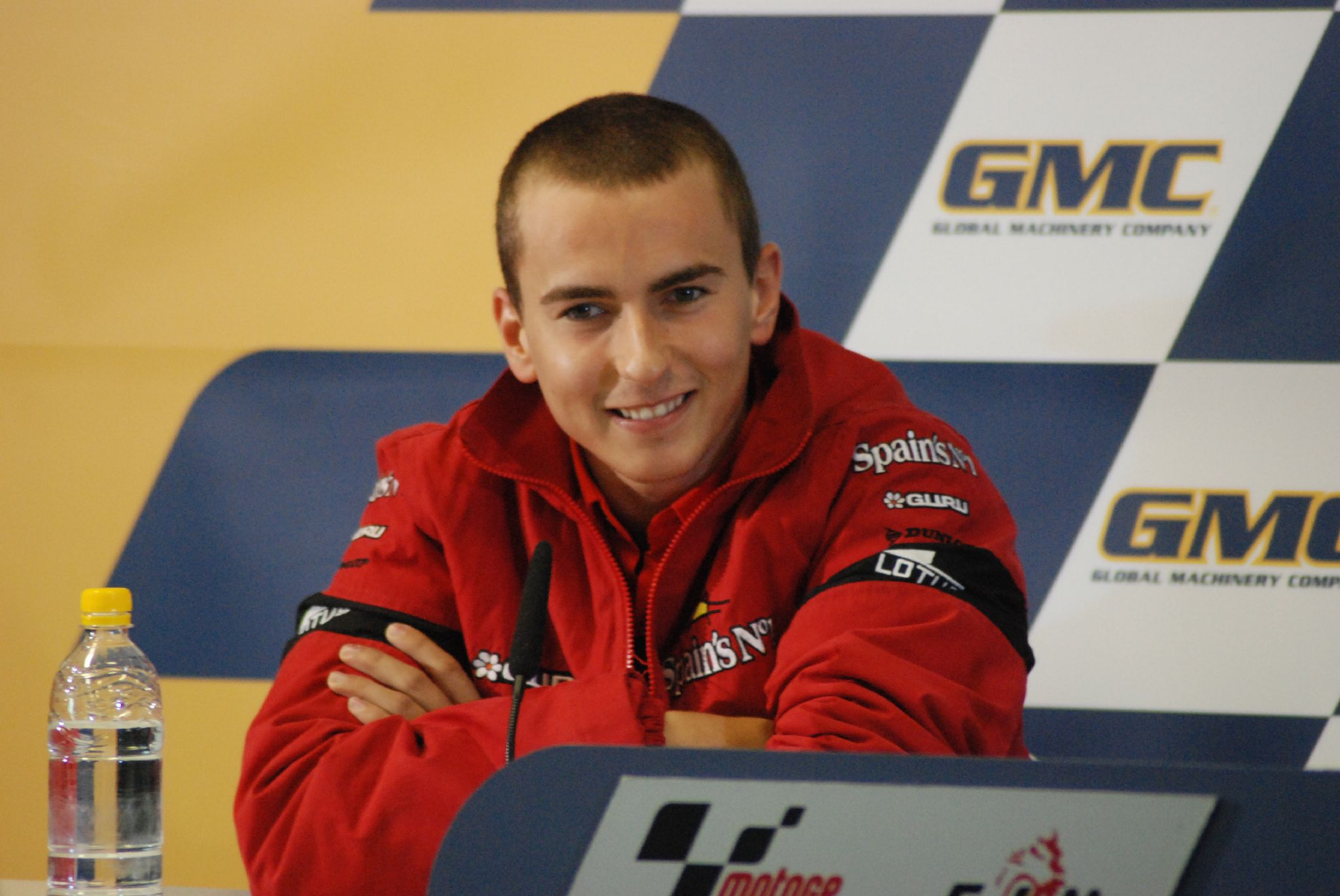
Lorenzo a Phillip Island el 2007

Lorenzo va debutar al mundial de 125cc amb Derbi el dia del seu quinzè aniversari, que coincidia amb el segon dia de classificació per al Gran Premi d'Espanya del 2002. Es va haver de perdre els entrenaments del divendres en no tenir l'edat reglamentària per a córrer. Lorenzo va dominar el Campionat del Món de 250cc del 2007, amb nou pole positions que van suposar nou victòries. La seva victòria a Misano d'aquell any, la seva setzena a la categoria dels 250cc, el va convertir en l'espanyol més reeixit de tots els temps a la classe intermèdia, amb una victòria més que Dani Pedrosa i Sito Pons.

### Mundial de MotoGP
El 25 de juliol de 2007, Lorenzo va ser confirmat com a company de Valentino Rossi a l'equip de Yamaha de MotoGP, amb un contracte de dos anys a partir de la temporada de 2008.

#### 2008
Lorenzo va començar molt bé la seva carrera a MotoGP, acabant segon després de classificar-se a la pole al Gran Premi de Qatar. Va repetir la pole a la segona ronda, a Jerez durant el Gran Premi d'Espanya, on acabà tercer, i una altra pole a la tercera cursa, el Gran Premi de Portugal, on a més va guanyar i obtingué així la seva primera victòria a la classe reina, esdevenint el pilot més jove de MotoGP a pujar al podi en les seves tres primeres curses (superà l'anterior rècord de Dani Pedrosa per un sol dia).

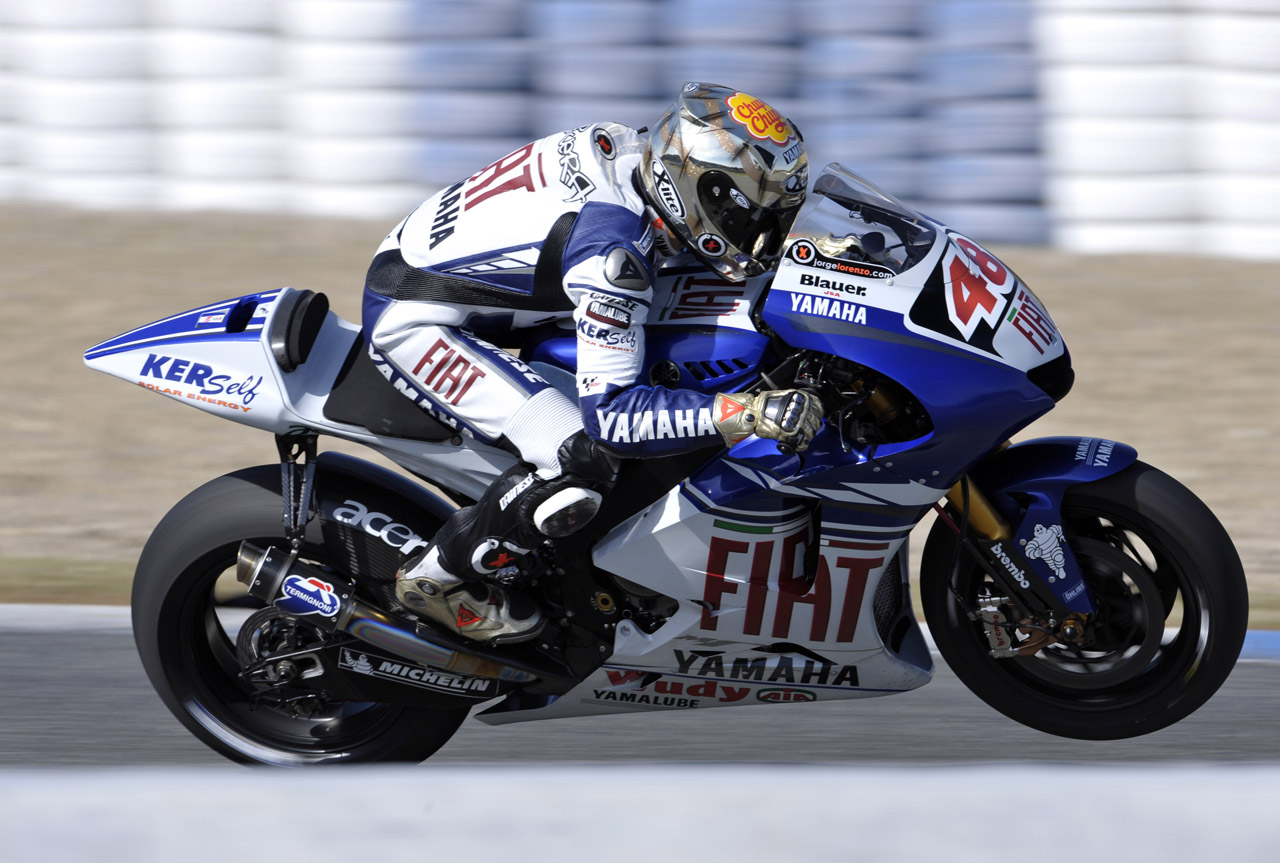
Lorenzo durant les proves de pretemporada a Jerez el 2008

En aquesta etapa del campionat, Lorenzo ocupava el primer lloc empatat amb Pedrosa, però l'1 de maig va sortir llançat de la moto durant els entrenaments del Gran Premi de la Xina i va patir fractura d'os i esquinç de lligament al turmell esquerre i fractura d'os al dret. Encara va poder acabar la cursa en quarta posició. Dues setmanes després, a Le Mans, Lorenzo va patir dos accidents als entrenaments, però va aconseguir-hi el segon lloc. A la cursa següent, a Mugello, va caure. La setmana següent, a Montmeló, va patir el seu cinquè accident en quatre Grans Premis, un accident als entrenaments que el va obligar a perdre's la cursa.
Tan a Donington Park com a Assen es va observar que Lorenzo pilotava de manera més conservadora després d'aquella sèrie de lesions, però va augmentar el ritme a la part final de la cursa, acabant sisè en tots dos casos. El mallorquí ha comentat algun cop que és més fort en les parts finals de les curses i que prefereix córrer quan la moto té poca benzina. En la següent ronda, a Sachsenring en condicions molt humides, Lorenzo va tornar a caure. Es va tornar a lesionar als peus al Gran Premi dels Estats Units de Laguna Seca el 20 de juliol, quan va patir el seu setè accident en només tres mesos. Durant la primera volta, una espectacular caiguda el va deixar amb dolor al peu dret (o turmell) i tres ossos trencats al peu esquerre, concretament el tercer, quart i cinquè metatars. A Misano va aconseguir el segon lloc i a Indianapolis el tercer. Finalment va acabar la temporada en quarta posició.

#### 2009

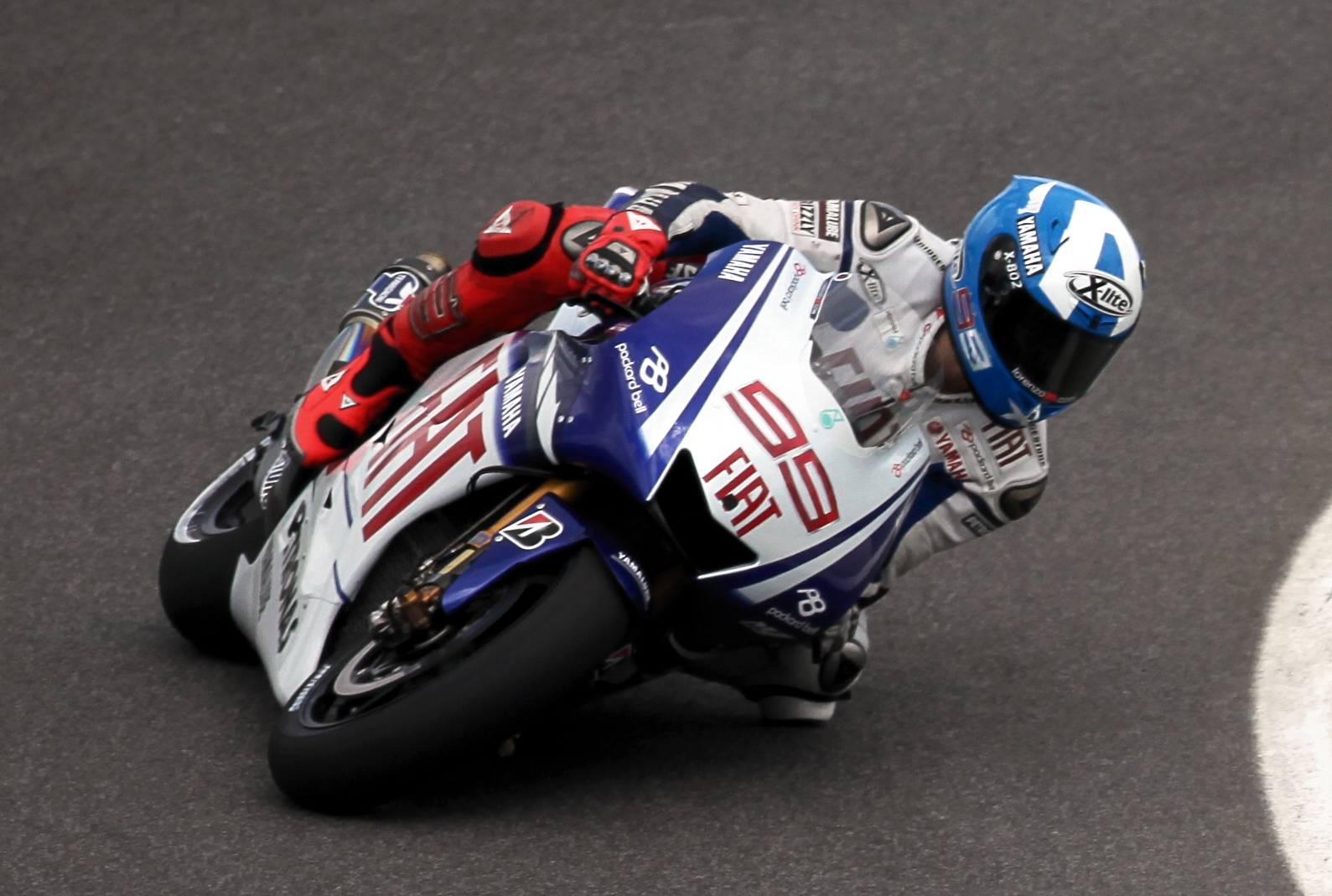
Lorenzo al GP d'Indianapolis el 2009

El 2009, Lorenzo va continuar amb Yamaha. La seva temporada va començar bé, amb dues victòries –a Motegi i Le Mans– i dos podis més en cinc curses, liderant el campionat fins al moment en què Valentino Rossi li va prendre el lloc al Gran Premi de Catalunya.
Com a conseqüència d'una caiguda en la tanda classificatòria a Laguna Seca, Lorenzo va patir una petita fractura al cap del quart metatars del peu dret, contusions als ossos dels dos turmells i danys a la clavícula i a l'espatlla dreta. Dos accidents més durant la temporada, sota la pluja, el van afectar en el Gran Premi de Gran Bretanya i a Brno, dificultant la seva candidatura al títol en situar-se a 50 punts del líder, Valentino Rossi, i Lorenzo va afirmar que les seves possibilitats de guanyar el campionat s'havien esvaït. Va guanyar a Indianàpolis, mentre que tant Rossi com Pedrosa hi van caure, cosa que va deixar la diferència de Lorenzo amb Rossi en 25 punts. La seva primera topada en un revolt amb Nicky Hayden al Gran Premi d'Austràlia va representar un cop definitiu a les seves renovades possibilitats de títol i Rossi va aconseguir-lo amb un tercer lloc al Gran Premi de Malàisia.

#### 2010
El 25 d'agost de 2009, Lorenzo va acabar amb les especulacions sobre un possible trasllat a Honda o Ducati en signar un contracte amb Yamaha per al 2010. Se suposa que Ducati li va oferir un contracte de 15 milions de dòlars per ocupar el lloc deixat vacant per Marco Melandri, que finalment va ocupar Nicky Hayden.

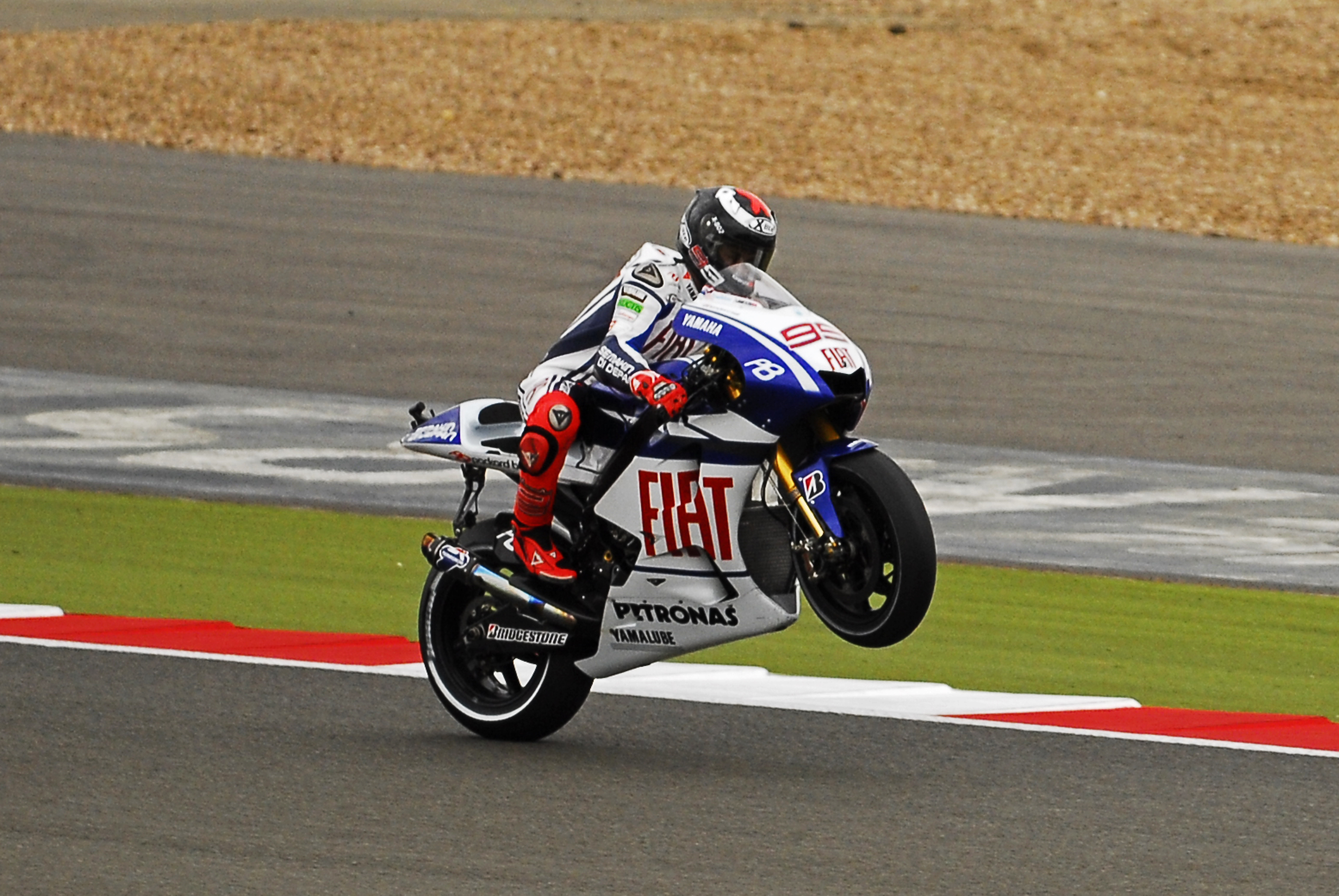
Lorenzo al GP de Gran Bretanya de 2010

Lorenzo es va trencar dos ossos de la mà en un accident de minimoto durant la pretemporada i, per tant, es va perdre la major part de les proves de pretemporada. Va lluitar per acabar segon darrere de Rossi en l'inici de la temporada a Qatar, tot i que encara no estava en plena forma. Després que Rossi es trenqués la cama en un accident a Mugello, Lorenzo es va convertir en el favorit pel títol, amb 47 punts d'avantatge després de quatre victòries en les sis primeres rondes. La victòria a Assen el va convertir en el setè pilot a haver guanyat en tres categories diferents en aquest prestigiós circuit.
Tot i que el rival més proper, Dani Pedrosa, recuperà terreny en les últimes rondes de la temporada, Lorenzo encara tenia el control quan restaven cinc curses. Pedrosa, l'únic que encara podia avançar a Lorenzo en la classificació, va patir després una fractura de clavícula durant els entrenaments, fet que li va fer perdre les dues curses següents i pràcticament garantia que Lorenzo es proclamaria campió, com va passar finalment el 10 d'octubre en quedar tercer a Sepang per darrere de Rossi i Andrea Dovizioso.

#### 2011

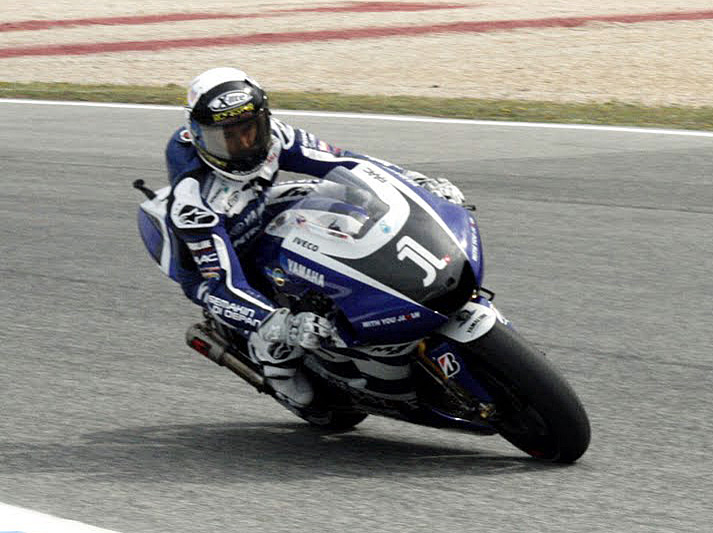
Lorenzo al GP de Portugal de 2011

Lorenzo va començar la temporada del 2011 amb quatre podis a les cinc primeres curses, entre ells una victòria al Gran Premi d'Espanya; es va beneficiar d'una col·lisió entre Casey Stoner i Valentino Rossi arran de la qual tots dos van caure i Lorenzo va acabar guanyant la cursa amb gairebé vint segons d'avantatge. Va ocupar el lideratge del campionat al Gran Premi de Gran Bretanya, celebrat en condicions humides, on va caure mentre anava tercer. Després d'un sisè lloc a Assen, Lorenzo va acabar cadascuna de les vuit curses següents entre els quatre primers, guanyant-ne dues (Mugello i Misano).
La temporada es va acabar per a Lorenzo a Austràlia, on arran d'una caiguda durant la volta d'escalfament va perdre l'extrem d'un dit i es va haver de sotmetre a cirurgia a Melbourne, on experts cirurgians li repararen els danys i li salvaren els nervis i tendons de l'anul·lar de la mà esquerra. La cirurgia va ser un èxit i Lorenzo no va perdre cap funcionalitat ni al dit ni a la mà. Casey Stoner va guanyar el campionat després de guanyar la cursa, mentre que Lorenzo va mantenir el subcampionat fins al final de la temporada, ajudat en part per la cancel·lació del Gran Premi de Malàisia després de la mort de Marco Simoncelli.

#### 2012
El 2012, Lorenzo va tornar a dominar a Qatar, on obtingué la pole position i va guanyar la cursa. Després de successives segones posicions a Jerez i Estoril, va guanyar les dues curses següents a Le Mans i Catalunya, després de les quals obtingué un avantatge de 20 punts sobre Casey Stoner a la classificació provisional.
Abans del Gran Premi de Gran Bretanya, Lorenzo va signar un nou contracte de dos anys amb Yamaha, cosa que el mantenia a l'equip fins al final de la temporada del 2014. El mallorquí va ampliar el seu avantatge al campionat a 25 punts en guanyar la cursa per davant de Stoner. Després de retirar-se del Gran Premi dels Països Baixos per una topada amb Álvaro Bautista i un segon lloc a Sachsenring, Lorenzo va registrar la seva cinquena victòria de la temporada a Mugello i va ampliar el seu avantatge al capdavant del campionat a 19 punts sobre Dani Pedrosa. Lorenzo finalment va aconseguir el seu segon títol a Phillip Island en acabar segon darrere del guanyador de la cursa Casey Stoner.

#### 2013
Lorenzo va començar la temporada del 2013 com a campió vigent i va tornar a trobar-se
Valentino Rossi com a company d'equip; els seus principals rivals per al títol haurien de ser els companys d'equip a Repsol Honda Marc Márquez i Dani Pedrosa. Lorenzo va guanyar curses a Losail, Mugello, Misano, Catalunya, Silverstone, Phillip Island, Motegi i Xest, però es va perdre la cursa de Sachsenring per lesió i va acabar segon a la classificació final del campionat, a només 4 punts de Márquez. En aquesta temporada, el company de Marc Márquez, Pedrosa, va superar en vuit ocasions a Jorge Lorenzo, mentre que el company de Lorenzo, Rossi, va superar a Márquez tres vegades.

#### 2014

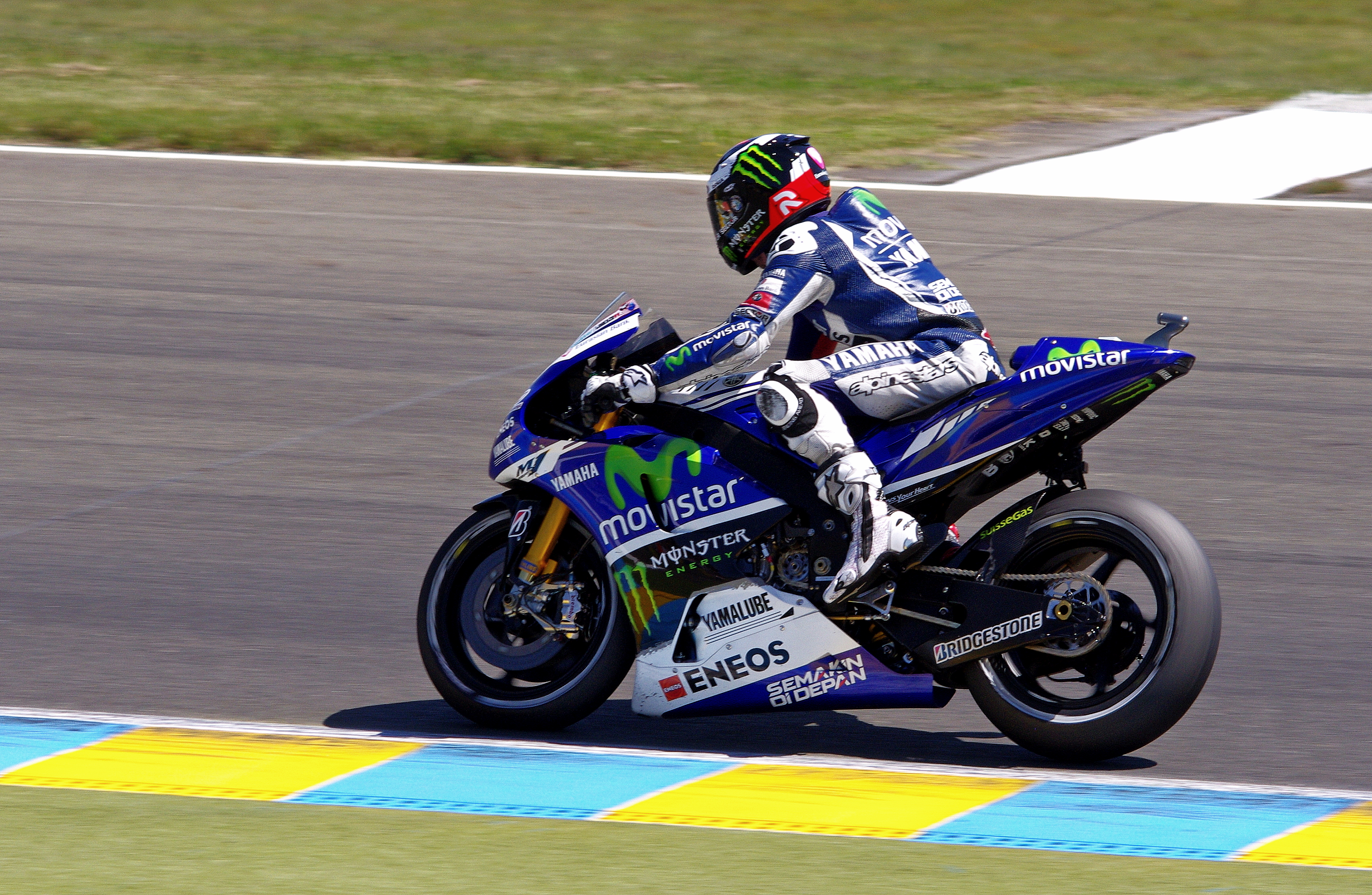
Lorenzo al GP de França de 2014

Jorge Lorenzo va començar la temporada del 2014 lentament, caient a Qatar i amb un desè lloc a Austin després d'haver-se saltat la sortida. Va aconseguir el seu primer podi de la temporada a l'Argentina, però només en va aconseguir un de més, a Mugello, en les cinc curses següents. A mitjan temporada, a Sachsenring, Lorenzo només havia acumulat 97 punts enfront dels 128 del líder del campionat Marc Márquez. A partir de la segona meitat de la temporada, Lorenzo va aconseguir quatre segones posicions consecutives a Indianàpolis, Brno, Silverstone i Misano.
La seva primera victòria de la temporada va arribar durant una cursa humida a Aragó, la qual fou la seva primera victòria en aquell circuit. Lorenzo va empalmar aquesta victòria amb una de nova en la següent cursa a Motegi. Durant la major part de la temporada, el mallorquí va mantenir una triple rivalitat amb el seu company Rossi i amb Dani Pedrosa i es va situar provisionalment en segona posició. A Xest, Lorenzo va prendre la decisió de reemplaçar la moto -a la volta 20- quan va començar a espurnejar. Li va costar d'aturar la moto en aquelles condicions precàries i va acabar caient i, finalment, es va retirar de la cursa. Va acabar tercer a la classificació final del campionat per darrere de Márquez i Rossi.

#### 2015
Lorenzo va començar la temporada del 2015 amb sengles quarts llocs a Losail i Austin i un de cinquè a l'Argentina. Tot seguit va aconseguir quatre victòries consecutives, per primera vegada en la seva carrera (a Jerez, Le Mans, Mugello i Catalunya). Aquests resultats el van situar en segon lloc a la classificació provisional, a un punt del seu company Rossi. Lorenzo va acabar tercer a Assen, perdent terreny davant Rossi a la classificació. Va acabar segon a Indianapolis abans d'obtenir la seva cinquena victòria de la temporada a Brno. Va acabar quart a Silverstone en condicions humides i va caure a Misano.
Lorenzo va aconseguir la seva sisena victòria de la temporada i la seixantena de la seva carrera al Gran Premi d'Aragó; gràcies a la tercera posició de Rossi, va retallar el desavantatge de punts envers l'italià a només 14. Els resultats de la parella van servir perquè l'equip de Yamaha aconseguís el seu títol de constructors, el primer des del 2010. Al Japó, Rossi va ampliar el lideratge del campionat a 18 punts amb un segon lloc darrere de Pedrosa. Lorenzo havia començat a la pole, però va baixar al tercer lloc amb problemes de pneumàtics. A Austràlia, Lorenzo va ser superat al capdavant de la cursa a l'última volta per Márquez; tanmateix, amb Rossi en quart lloc, Lorenzo va reduir el lideratge del campionat a 11 punts. Lorenzo va retallar encara més el lideratge a 7 punts després d'un segon lloc a Malàisia; Rossi va acabar-hi tercer després d'una topada amb Márquez -a qui va acusar de treballar per a Lorenzo- arran de la qual va acumular tres punts de penalització, prou per a forçar una sortida des del fons de la graella a l'última cursa, a Xest. Rossi va acabar quart, però Lorenzo va guanyar la cursa i es va endur el campionat, el seu cinquè títol mundial, per 5 punts d'avantatge.

#### 2016
Lorenzo va començar la temporada del 2016 guanyant des de la pole position a Qatar. En les tres curses següents no va aconseguir la victòria i va caure per darrere de Marc Márquez en la classificació provisional després d'una caiguda i dos segons llocs. Abans del seu primer segon lloc al Gran Premi d'Espanya de Jerez, Lorenzo va anunciar que deixaria l'equip Yamaha per a entrar al de Ducati la propera temporada. Dues victòries consecutives a França i Itàlia el van situar de nou al capdavant del campionat, però va retrocedir al tercer lloc a causa d'una baixada de rendiment en les cinc curses següents. A Misano, Lorenzo va aconseguir la seixanta-quatrena pole position de la seva carrera, un rècord de tots els temps. Finalment, Lorenzo acabà tercer a Misano i el cap de setmana següent, segon al Gran Premi d'Aragó. Però quan faltaven cinc voltes per al final del Gran Premi del Japó va caure mentre anava segon i Márquez va aconseguir el campionat. Malgrat tot, Lorenzo va tancar la temporada a Xest no només amb un rècord de volta de classificació i la seixanta-cinquena pole de la seva carrera, sinó amb una victòria en la seva última cursa amb Yamaha.

#### 2017

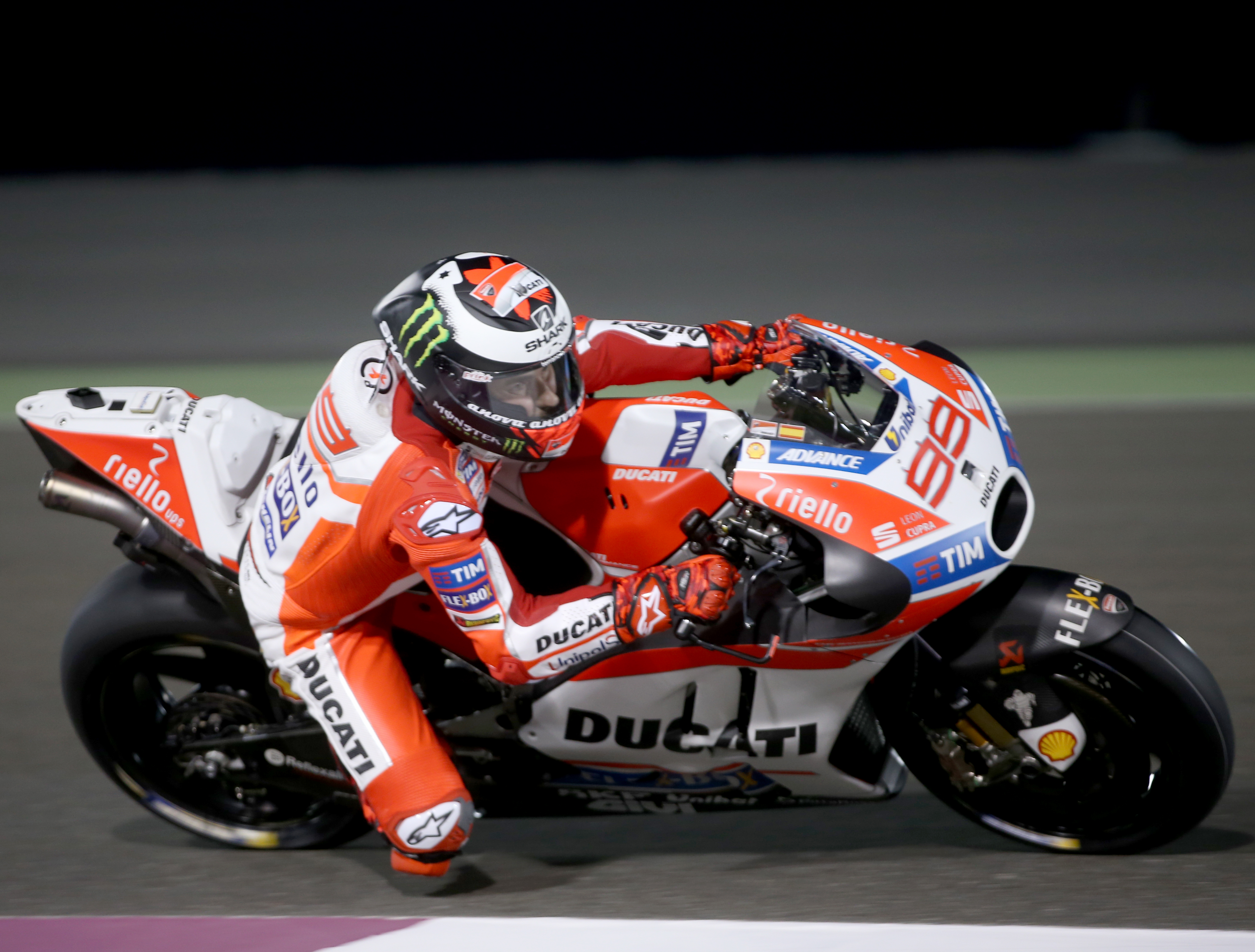
Lorenzo amb la Ducati el 2017

La temporada del 2017, Lorenzo va canviar d'equip de Yamaha a Ducati. Amb problemes inicials per adaptar-se a la nova moto, va patir una temporada sense victòries per primera vegada a la classe reina (i la primera des de la temporada de 2005 als 250cc), tot i que va aconseguir tres podis i va acabar setè a la classificació general.

#### 2018
Després d'una altra temporada amb començament fluix per una fallada de frens a Qatar i una col·lisió mentre lluitava per un podi a Jerez, es va anunciar que el contracte de Lorenzo no es renovaria per al 2019. Després, el mallorquí va guanyar tres curses seguides ràpidament i va obtenir múltiples pole positions. Lorenzo va aconseguir la seva primera victòria amb Ducati a la ronda italiana, a Mugello, amb un domini de principi a fi. Aquesta va ser la sisena victòria de Lorenzo al circuit de Mugello i va trencar la seva ratxa sense victòries a MotoGP més llarga fins a aquell moment. Sorprenentment, Lorenzo va seguir amb una victòria dominant al Circuit de Catalunya, la seva primera ratxa de dues victòries seguides a MotoGP des del 2016. La seva tercera victòria aquell any va arribar al Gran Premi d'Àustria, al Red Bull Ring de Spielberg, on va derrotar Marc Márquez per 0,130 segons.
A les tres curses següents, Lorenzo va aconseguir tres pole positions consecutives, però no va poder sumar cap punt: el Gran Premi de Gran Bretanya es cancel·là a causa de les fortes pluges, va acabar dissetè al Gran Premi de San Marino després de caure durant un duel amb Márquez i va caure al primer revolt del Gran Premi d'Aragó. Després d'aquest darrer xoc, en què es va trencar un os del peu, Lorenzo es va perdre el Gran Premi del Japó i el d'Austràlia. Aquest va ser l'inici d'un període de diverses lesions greus que va continuar durant la seva etapa a Honda.

#### 2019

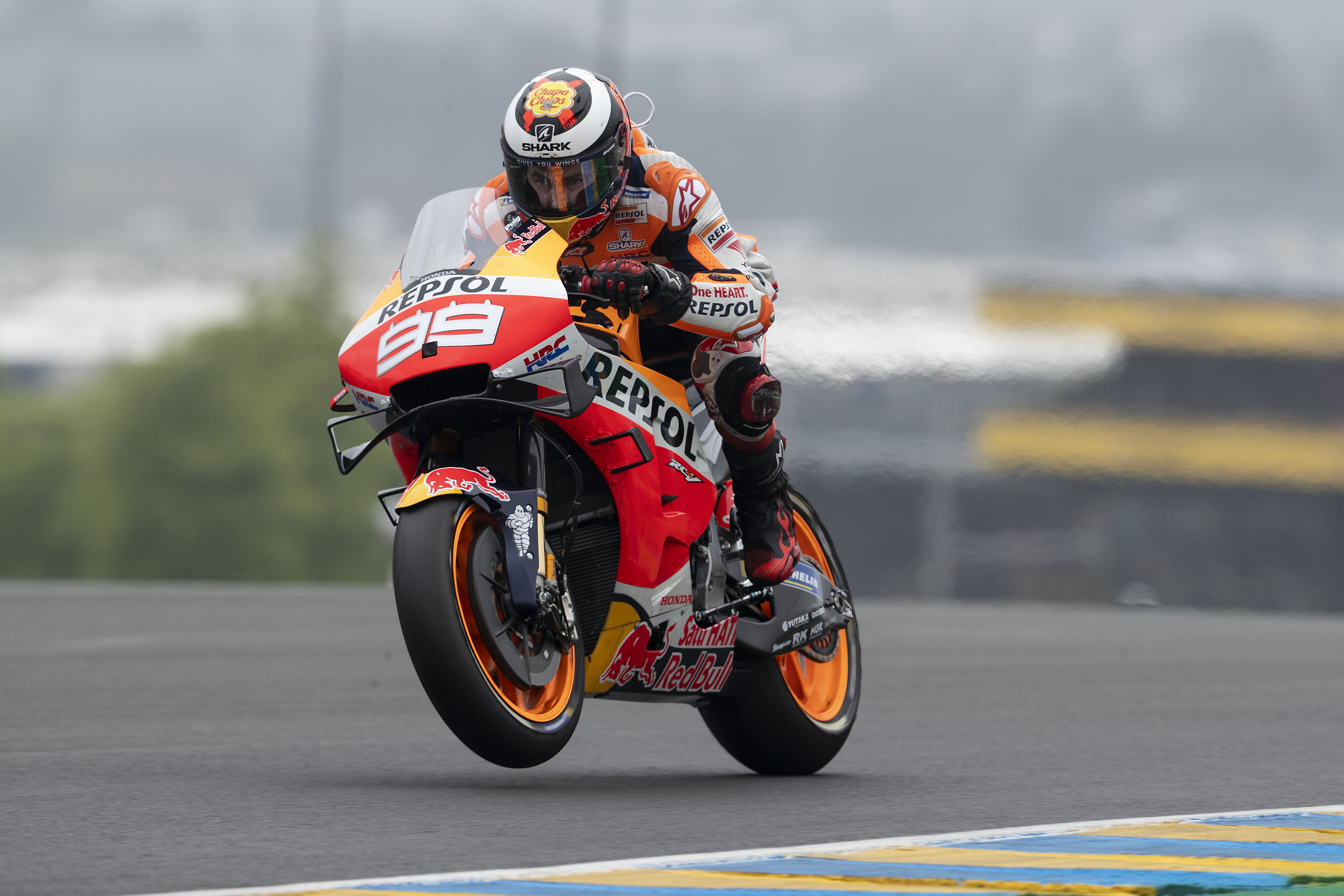
Amb l'Honda a Le Mans el 2019

El 6 de juny de 2018 es va anunciar que Lorenzo entraria a l'equip Repsol Honda amb un contracte de dos anys en substitució de Pedrosa, que es retirava. Malgrat els durs inicis de temporada, en què no va acabar més enllà de l'onzè lloc, Lorenzo va presentar una millora positiva d'adaptació a l'Honda a mitja temporada. Tot i que va aconseguir grans progressos, al Gran Premi de Catalunya va treure de la pista Valentino Rossi, Maverick Viñales i Andrea Dovizioso mentre intentava un avançament en un revolt de forquilla al començament de la cursa.
A Assen, Lorenzo va patir una caiguda a la grava durant la primera sessió d'entrenaments i es va fracturar dues vèrtebres que el van eliminar de la cursa. Posteriorment es va perdre les tres rondes següents per la recuperació i, en tornar, va afirmar que estava corrent sota un dolor intens. Anys més tard, Jorge Lorenzo va confessar en diverses entrevistes que aquesta caiguda va ser el motiu de la seva retirada perquè va agafar por de patir-ne una altra que li pogués provocar una lesió discapacitant.

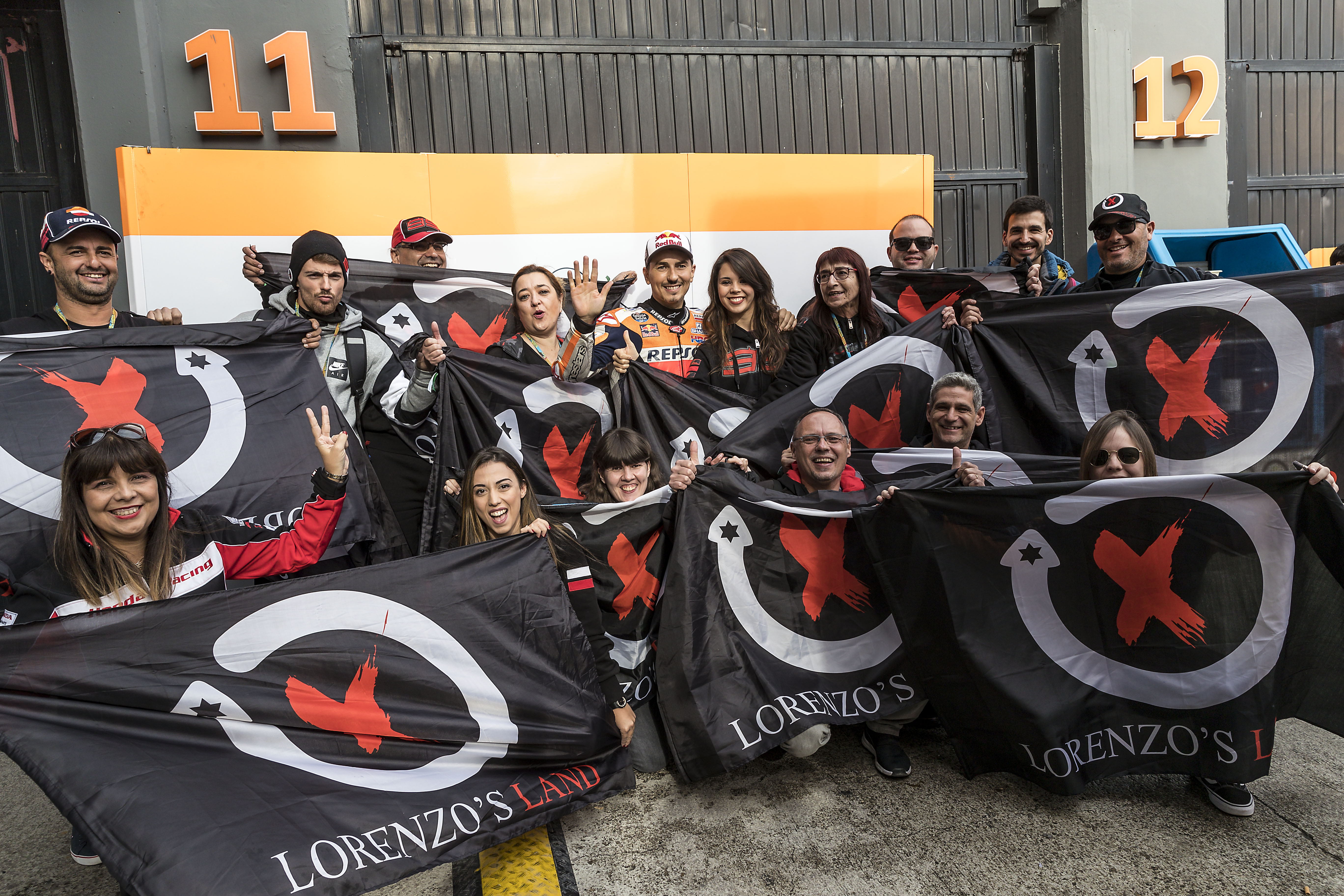
L'equip de Lorenzo se n'acomiada després que el pilot anunciés la seva retirada a Xest el 2019

El 14 de novembre de 2019, en una roda de premsa especial al Circuit Ricardo Tormo de Xest durant l'última cursa de la temporada, Lorenzo va anunciar la seva retirada de les competicions a 32 anys. Va acabar la temporada al dinovè lloc del campionat, la pitjor temporada de la seva carrera amb diferència. També va ser la seva primera temporada a la categoria reina sense un sol podi i sense aconseguir ni un sol lloc entre els 10 primers.

#### 2020
El gener de 2020 es va confirmar que Lorenzo havia estat contractat com a pilot de proves principal per l'equip de proves europeu de Yamaha Factory Racing. A banda, Yamaha té un equip de proves japonès format per Kohta Nozane i Katsuyuki Nakasuga.
El març de 2020 es va anunciar que Lorenzo faria almenys una aparició com a comodí en una temporada interrompuda per la pandèmia de la COVID-19. Com que es van cancel·lar els comodins, això no va passar. Més tard, Lorenzo va revelar que va optar per no fer una tornada a les curses amb Ducati per a la temporada del 2021 després de pensar-hi seriosament i també va avalar Pecco Bagnaia com a l'«opció lògica» per a ocupar el seu lloc a l'equip de fàbrica.

### Celebracions
Lorenzo s'ha fet conegut per les seves estrafolàries celebracions, que es van fer més freqüents durant la temporada del 2010. Entre elles, Lorenzo imitant un astronauta, saltant al llac del camp interior del circuit de Jerez o amb els Mario Bros de Nintendo apareixent a la pista. Sovint, en guanyar una cursa plantava al mig del circuit una bandera negra amb la inscripció «Lorenzo's Land».

### Rivalitat
Durant el seu regnat com a campió de 250cc, Lorenzo era conegut per l'agressivitat del seu pilotatge, sobretot quan avançava a altres pilots. Va rebre una sanció que li va impedir de córrer a Malàisia el 2005.

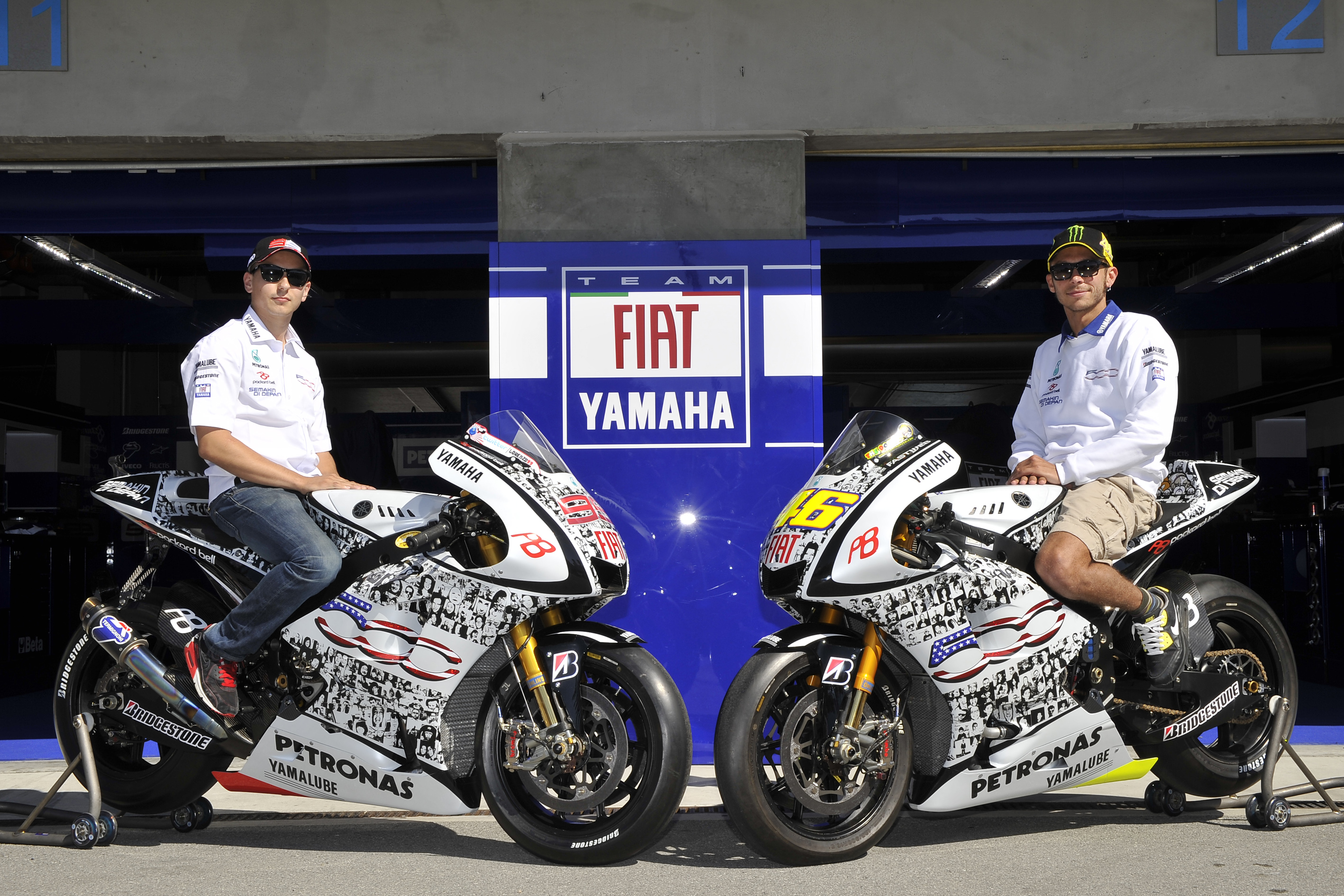
Lorenzo i Rossi a Laguna Seca el 2010

El mandat de Lorenzo a l'equip Fiat Yamaha es va veure marcat per una intensa rivalitat entre ell i el seu company Valentino Rossi. En començar la seva convivència a l'equip, el 2008, cap dels dos no amagava una intolerància mútua, tant per la competència entre els diferents fabricants de pneumàtics que els equipaven (Michelin per a Lorenzo i Bridgestone per a Rossi) com per trobar-se tots dos lluitant pel títol mundial. Aquesta situació portà els directius de Yamaha a la decisió d'«aixecar un mur de separació al box», com si l'italià i el mallorquí correguessin per dos fabricants diferents. A la pista, el dualisme, en canvi, es mantingué dins d'una correcció substancial. El 2009, a Montmeló, Rossi li va fer al mallorquí un "avançament considerat impossible" a l'últim punt de frenada, amb una entrada al límit, que va romandre en els anals del motociclisme.
El 2011 es va poder veure Lorenzo discutint amb Marco Simoncelli, a qui retreia la seva perillosa conducció. Simoncelli va replicar recordant-li la seva suspensió del 2005 després d'haver estat massa agressiu quan va avançar alguns rivals en una maniobra a l'última volta en què es van topar els carenats amb Dani Pedrosa i moments després va fer caure a Alex de Angelis. Lorenzo va dir: «Si no torna a sortir de tu no hi haurà problema». Simoncelli va posar encara més llenya al foc dient: «Em detindran», a la qual cosa un Lorenzo visiblement enfadat va reaccionar dient: «Això no és cap broma, ens hi estem jugant la vida, aquí». Simoncelli va afirmar que encara tenia la seva granota amb el protector de genoll ennegrit després d'un incident anterior amb Lorenzo a la ronda final de la temporada del 2010. Simoncelli es va morir més tard aquell mateix any en ser atropellat després de caure a la pista al Gran Premi de Malàisia.
En el trienni 2010-2012, el dualisme Lorenzo-Rossi va començar a minvar, primer per la lesió que va patir Rossi i després pel seu canvi a una poc competitiva Ducati. Amb el retorn de l'italià a Yamaha el 2013, les relacions personals entre tots dos van millorar, tot i que no faltaren escaramusses als circuits, especialment al frenètic epíleg de la temporada del 2015.

## Després del motociclisme

### Curses de cotxes esportius

#### Porsche Supercup i Porsche Carrera Cup Italia
Lorenzo participà el 2022 a la Porsche Supercup com a pilot convidat a Imola, a més de participar regularment a la Porsche Carrera Cup Italia conduint el Porsche 911 número 8 per a l'equip Q8 Hi Perform. Lorenzo va declarar que va decidir participar en la que era la seva primera incursió en les competicions d'automobilisme perquè «li encanten els reptes, i aquest n'és un de molt gran». Conduint el Porsche "VIP" #911, Lorenzo va acabar trentè a la cursa de la Supercopa; com a pilot convidat, no hi podia obtenir punts. Va acabar catorzè a la Porsche Carrera Cup Italia del 2022, on la seva millor posició va ser un vuitè lloc a Vallelunga.
Lorenzo va anunciar el febrer de 2023 que correria a la Porsche Supercup 2023 com a pilot a temps complet, conduint per a Huber Racing. A més de la seva campanya en aquest campionat, Lorenzo va continuar amb el Q8 Hi Perform a la Porsche Carrera Cup Italia, encara conduint el cotxe número 8. Lorenzo no continuà en cap altre campionat després del 2023.

#### Campionat d'Itàlia de GT
Lorenzo va signar un contracte plurianual amb Lazarus Corse el 2024 per a competir amb un Aston Martin Vantage GT3. El campionat en què competirà no es va esmentar en l'anunci oficial. Més tard, ACI Sport publicà un comunicat en què afirmava que Lorenzo competiria a les rondes de resistència del Campionat d'Itàlia de GT fent equip amb William Alatalo i el recentment incorporat pilot de l'AMR Driver Academy Mahaveer Raghunathan.
Lorenzo va acabar la seva primera cursa d'aquest campionat en catorzè lloc.

## TT de l'Illa de Man

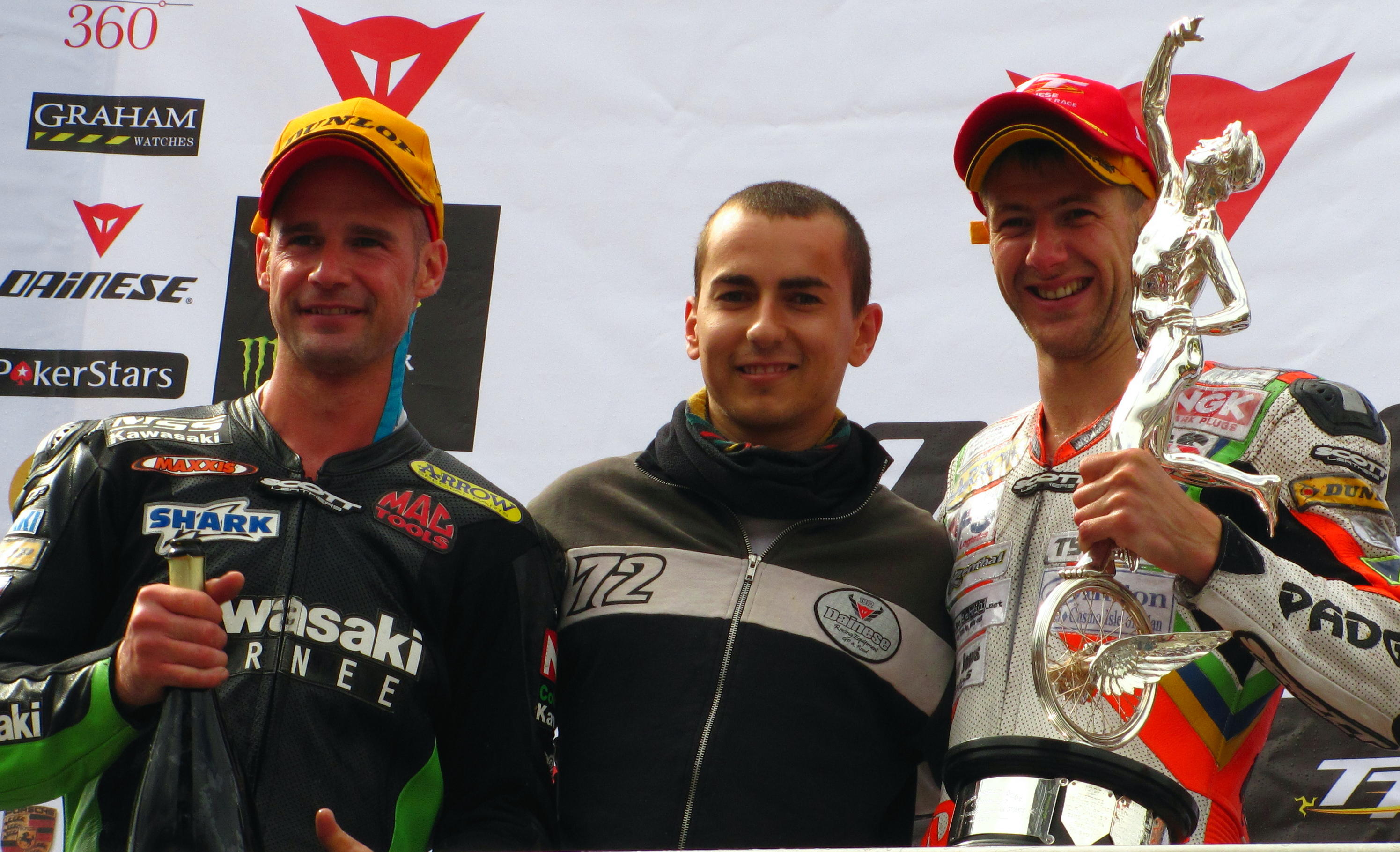
Lorenzo al podi amb Ryan Farquhar (segon) i el guanyador del Senior TT del 2010 Ian Hutchinson

Durant una pausa entre les rondes italiana i britànica del campionat de MotoGP del 2010, Lorenzo va pilotar una Yamaha en una volta d'exhibició al mundialment famós Snaefell Mountain Course durant el TT de l'Illa de Man. Va circular-hi al costat de l'excampió del món Ángel Nieto i després va qualificar l'experiència d'«increïble».
En acabar la cursa del Senior TT, Lorenzo va participar en la cerimònia de lliurament de premis, en què va lliurar la corona de llorer a Bruce Anstey (tercer classificat), Ryan Farquhar (segon) i al guanyador Ian Hutchinson.

## Vida personal
Jorge Lorenzo va residir durant anys a Barcelona, on s'instal·là quan en tenia catorze. És seguidor del Futbol Club Barcelona i el 2009 va córrer amb un casc decorat amb els colors blaugrana i l'escut del Barça a la seva Yamaha. Malgrat l'anticatalanisme militant del seu pare, ell sempre se n'ha desmarcat i ha mostrat respecte vers la cultura i llengua catalanes. Actualment, Lorenzo resideix a Lugano, Suïssa.

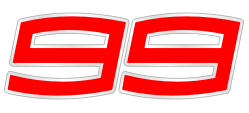
El tradicional número 99 de Jorge Lorenzo

Des de la temporada del 2009, Lorenzo ha fet servir de dorsal el número 99. Aquesta tradició només la va trencar la temporada del 2011, en què va portar el número 1 que li corresponia com a campió del món vigent en haver guanyat el mundial de MotoGP el 2010. Les temporades del 2013 i 2016, però, tot i haver pogut tornar a lluir l'u, va seguir portant el 99.
El gener de 2010, Jorge Lorenzo es va implicar en els esforços de la confederació internacional Oxfam per ajudar a donar suport a les víctimes del terratrèmol d'Haití. El 2020, Lorenzo va competir al concurs de celebritats espanyoles Mask Singer: Adivina quién canta, on quedà quart.
Lorenzo va portar equips de protecció patrocinats per Dainese entre el 2005 i el 2010, i per Alpinestars a partir del 2011. El 17 d'octubre de 2013, Lorenzo va visitar el Petersen Automotive Museum de Los Angeles per a celebrar el 50è aniversari d'Alpinestars. El personatge Jorge del videojoc Halo: Reach duu el seu nom després que Lorenzo portés un casc al Gran Premi de la Comunitat Valenciana de 2009 que replicava l'estil del casc d'Halo 3: ODST. Lorenzo va portar cascos patrocinats per la franquícia Call of Duty al mateix Gran Premi el 2013 per a Ghosts i el 2014 per a Advanced Warfare.
El 2 de maig de 2013, tres dies abans del Gran Premi d'Espanya, el Circuit de Jerez va rebatejar el tretzè revolt amb el nom de "Curva Lorenzo". Abans s'havia conegut com a "Curva Ducados".
El setembre de 2015, Zopo Mobile, amb seu a la Xina, va llançar el telèfon intel·ligent Zopo Speed 7 GP, avalat per Lorenzo. El 2021, Super Soco el va nomenar ambaixador de marca. Aquell any, al Saló de la Moto de Milà del novembre, Lorenzo va presentar una edició especial de l'escúter d'aquest fabricant "JL99", inspirada en ell mateix. El 2022, Lorenzo va ser contractat per DAZN com a comentarista per a les retransmissions de curses de MotoGP a Espanya.

## Resultats al Mundial de motociclisme

### Per temporada
| Temporada | Categoria | Moto                    | Equip                    | Número | Curses | Victòries | Podis | Poles | FLaps | Pts  | Posició | Títols |
| --------- | --------- | ----------------------- | ------------------------ | ------ | ------ | --------- | ----- | ----- | ----- | ---- | ------- | ------ |
| 2002      | 125cc     | Derbi RS 125            | Caja Madrid Derbi Racing | 48     | 14     | 0         | 0     | 0     | 0     | 21   | 21è     | –      |
| 2003      | 125cc     | Derbi RS 125            | Caja Madrid Derbi Racing | 48     | 16     | 1         | 2     | 1     | 1     | 79   | 12è     | –      |
| 2004      | 125cc     | Derbi RSA 125           | Caja Madrid Derbi Racing | 48     | 16     | 3         | 7     | 2     | 2     | 179  | 4t      | –      |
| 2005      | 250cc     | Honda RS250RW           | Fortuna Honda            | 48     | 15     | 0         | 6     | 4     | 0     | 167  | 5è      | –      |
| 2006      | 250cc     | Aprilia RSW 250         | Fortuna Aprilia          | 48     | 16     | 8         | 11    | 10    | 1     | 289  | 1r      | 1      |
| 2007      | 250cc     | Aprilia RSW 250         | Fortuna Aprilia          | 1      | 17     | 9         | 12    | 9     | 3     | 312  | 1r      | 1      |
| 2008      | MotoGP    | Yamaha YZR-M1           | Fiat Yamaha Team         | 48     | 17     | 1         | 6     | 4     | 1     | 190  | 4t      | –      |
| 2009      | MotoGP    | Yamaha YZR-M1           | Fiat Yamaha Team         | 99     | 17     | 4         | 12    | 5     | 4     | 261  | 2n      | –      |
| 2010      | MotoGP    | Yamaha YZR-M1           | Fiat Yamaha Team         | 99     | 18     | 9         | 16    | 7     | 4     | 383  | 1r      | 1      |
| 2011      | MotoGP    | Yamaha YZR-M1           | Yamaha Factory Racing    | 1      | 15     | 3         | 10    | 2     | 2     | 260  | 2n      | –      |
| 2012      | MotoGP    | Yamaha YZR-M1           | Yamaha Factory Racing    | 99     | 18     | 6         | 16    | 7     | 5     | 350  | 1r      | 1      |
| 2013      | MotoGP    | Yamaha YZR-M1           | Yamaha Factory Racing    | 99     | 17     | 8         | 14    | 4     | 2     | 330  | 2n      | –      |
| 2014      | MotoGP    | Yamaha YZR-M1           | Movistar Yamaha MotoGP   | 99     | 18     | 2         | 11    | 1     | 2     | 263  | 3r      | –      |
| 2015      | MotoGP    | Yamaha YZR-M1           | Movistar Yamaha MotoGP   | 99     | 18     | 7         | 12    | 5     | 6     | 330  | 1r      | 1      |
| 2016      | MotoGP    | Yamaha YZR-M1           | Movistar Yamaha MotoGP   | 99     | 18     | 4         | 10    | 4     | 2     | 233  | 3r      | –      |
| 2017      | MotoGP    | Ducati Desmosedici GP17 | Ducati Team              | 99     | 18     | 0         | 3     | 0     | 0     | 137  | 7è      | –      |
| 2018      | MotoGP    | Ducati Desmosedici GP18 | Ducati Team              | 99     | 14     | 3         | 4     | 4     | 2     | 134  | 9è      | –      |
| 2019      | MotoGP    | Honda RC213V            | Repsol Honda Team        | 99     | 15     | 0         | 0     | 0     | 0     | 28   | 19è     | –      |
| Total     | Total     | Total                   | Total                    | Total  | 297    | 68        | 152   | 69    | 37    | 3946 |         | 5      |

### Per categoria
| Categoria | Temporada | 1a Cursa     | 1r Podi             | 1a Victòria         | Curses | Victòries | Podis | Poles | FLaps | Pts  | Títols |
| --------- | --------- | ------------ | ------------------- | ------------------- | ------ | --------- | ----- | ----- | ----- | ---- | ------ |
| 125cc     | 2002–2004 | 2002 Espanya | 2003 Rio de Janeiro | 2003 Rio de Janeiro | 46     | 4         | 9     | 3     | 3     | 279  | 0      |
| 250cc     | 2005–2007 | 2005 Espanya | 2005 Itàlia         | 2006 Espanya        | 48     | 17        | 29    | 23    | 4     | 768  | 2      |
| MotoGP    | 2008–2019 | 2008 Qatar   | 2008 Qatar          | 2008 Portugal       | 203    | 47        | 114   | 43    | 30    | 2899 | 3      |
| Total     | 2002–2019 | 2002–2019    | 2002–2019           | 2002–2019           | 297    | 68        | 152   | 69    | 37    | 3946 | 5      |

### Curses per any
Barem de puntuació de 1993 ençà:
| Posició | 1  | 2  | 3  | 4  | 5  | 6  | 7 | 8 | 9 | 10 | 11 | 12 | 13 | 14 | 15 |
| Punts   | 25 | 20 | 16 | 13 | 11 | 10 | 9 | 8 | 7 | 6  | 5  | 4  | 3  | 2  | 1  |

(Ids. Grans Premis | Llegenda) (Curses en negreta indiquen pole; curses en  itàlica indiquen volta ràpida)
| Any  | Categoria | Moto    | 1       | 2       | 3       | 4       | 5       | 6       | 7       | 8       | 9       | 10      | 11      | 12     | 13      | 14      | 15      | 16      | 17      | 18      | 19     | Pos | Pts |
| ---- | --------- | ------- | ------- | ------- | ------- | ------- | ------- | ------- | ------- | ------- | ------- | ------- | ------- | ------ | ------- | ------- | ------- | ------- | ------- | ------- | ------ | --- | --- |
| 2002 | 125cc     | Derbi   | JPN     | RSA     | ESP 22  | FRA 19  | ITA 20  | CAT 14  | NED 16  | GBR 13  | GER 17  | CZE 20  | POR Ret | BRA 7  | PAC 9   | MAL 20  | AUS Ret | VAL 22  |         |         |        | 21è | 21  |
| 2003 | 125cc     | Derbi   | JPN Ret | RSA 24  | ESP 15  | FRA Ret | ITA Ret | CAT 6   | NED Ret | GBR Ret | GER 21  | CZE 12  | POR 6   | BRA 1  | PAC Ret | MAL 3   | AUS 8   | VAL 11  |         |         |        | 12è | 79  |
| 2004 | 125cc     | Derbi   | RSA 16  | ESP Ret | FRA 3   | ITA 10  | CAT 5   | NED 1   | BRA Ret | GER 6   | GBR 3   | CZE 1   | POR 3   | JPN 7  | QAT 1   | MAL Ret | AUS 2   | VAL Ret |         |         |        | 4t  | 179 |
| 2005 | 250cc     | Honda   | ESP 6   | POR 10  | CHN 9   | FRA 5   | ITA 2   | CAT Ret | NED 3   | GBR 8   | GER Ret | CZE 2   | JPN Ret | MAL EX | QAT 2   | AUS 3   | TUR 4   | VAL 2   |         |         |        | 5è  | 167 |
| 2006 | 250cc     | Aprilia | ESP 1   | QAT 1   | TUR Ret | CHN 4   | FRA Ret | ITA 1   | CAT 2   | NED 1   | GBR 1   | GER 3   | CZE 1   | MAL 1  | AUS 1   | JPN 3   | POR 5   | VAL 4   |         |         |        | 1r  | 289 |
| 2007 | 250cc     | Aprilia | QAT 1   | ESP 1   | TUR 2   | CHN 1   | FRA 1   | ITA 8   | CAT 1   | GBR Ret | NED 1   | GER 4   | CZE 1   | SM 1   | POR 3   | JPN 11  | AUS 1   | MAL 3   | VAL 7   |         |        | 1r  | 312 |
| 2008 | MotoGP    | Yamaha  | QAT 2   | ESP 3   | POR 1   | CHN 4   | FRA 2   | ITA Ret | CAT WD  | GBR 6   | NED 6   | GER Ret | USA Ret | CZE 10 | SM 2    | INP 3   | JPN 4   | AUS 4   | MAL Ret | VAL 8   |        | 4t  | 190 |
| 2009 | MotoGP    | Yamaha  | QAT 3   | JPN 1   | ESP Ret | FRA 1   | ITA 2   | CAT 2   | NED 2   | USA 3   | GER 2   | GBR Ret | CZE Ret | INP 1  | SM 2    | POR 1   | AUS Ret | MAL 4   | VAL 3   |         |        | 2n  | 261 |
| 2010 | MotoGP    | Yamaha  | QAT 2   | ESP 1   | FRA 1   | ITA 2   | GBR 1   | NED 1   | CAT 1   | GER 2   | USA 1   | CZE 1   | INP 3   | SM 2   | ARA 4   | JPN 4   | MAL 3   | AUS 2   | POR 1   | VAL 1   |        | 1r  | 383 |
| 2011 | MotoGP    | Yamaha  | QAT 2   | ESP 1   | POR 2   | FRA 4   | CAT 2   | GBR Ret | NED 6   | ITA 1   | GER 2   | USA 2   | CZE 4   | INP 4  | SM 1    | ARA 3   | JPN 2   | AUS DNS | MAL     | VAL     |        | 2n  | 260 |
| 2012 | MotoGP    | Yamaha  | QAT 1   | ESP 2   | POR 2   | FRA 1   | CAT 1   | GBR 1   | NED Ret | GER 2   | ITA 1   | USA 2   | INP 2   | CZE 2  | SM 1    | ARA 2   | JPN 2   | MAL 2   | AUS 2   | VAL Ret |        | 1r  | 350 |
| 2013 | MotoGP    | Yamaha  | QAT 1   | AME 3   | ESP 3   | FRA 7   | ITA 1   | CAT 1   | NED 5   | GER DNS | USA 6   | INP 3   | CZE 3   | GBR 1  | SM 1    | ARA 2   | MAL 3   | AUS 1   | JPN 1   | VAL 1   |        | 2n  | 330 |
| 2014 | MotoGP    | Yamaha  | QAT Ret | AME 10  | ARG 3   | ESP 4   | FRA 6   | ITA 2   | CAT 4   | NED 13  | GER 3   | INP 2   | CZE 2   | GBR 2  | SM 2    | ARA 1   | JPN 1   | AUS 2   | MAL 3   | VAL Ret |        | 3r  | 263 |
| 2015 | MotoGP    | Yamaha  | QAT 4   | AME 4   | ARG 5   | ESP 1   | FRA 1   | ITA 1   | CAT 1   | NED 3   | GER 4   | INP 2   | CZE 1   | GBR 4  | SM Ret  | ARA 1   | JPN 3   | AUS 2   | MAL 2   | VAL 1   |        | 1r  | 330 |
| 2016 | MotoGP    | Yamaha  | QAT 1   | ARG Ret | AME 2   | ESP 2   | FRA 1   | ITA 1   | CAT Ret | NED 10  | GER 15  | AUT 3   | CZE 17  | GBR 8  | SM 3    | ARA 2   | JPN Ret | AUS 6   | MAL 3   | VAL 1   |        | 3r  | 233 |
| 2017 | MotoGP    | Ducati  | QAT 11  | ARG Ret | AME 9   | ESP 3   | FRA 6   | ITA 8   | CAT 4   | NED 15  | GER 11  | CZE 15  | AUT 4   | GBR 5  | SM Ret  | ARA 3   | JPN 6   | AUS 15  | MAL 2   | VAL Ret |        | 7è  | 137 |
| 2018 | MotoGP    | Ducati  | QAT Ret | ARG 15  | AME 11  | ESP Ret | FRA 6   | ITA 1   | CAT 1   | NED 7   | GER 6   | CZE 2   | AUT 1   | GBR C  | SM 17   | ARA Ret | THA DNS | JPN DNS | AUS     | MAL WD  | VAL 12 | 9è  | 134 |
| 2019 | MotoGP    | Honda   | QAT 13  | ARG 12  | AME Ret | ESP 12  | FRA 11  | ITA 13  | CAT Ret | NED DNS | GER     | CZE     | AUT     | GBR 14 | SM 14   | ARA 20  | THA 18  | JPN 17  | AUS 16  | MAL 14  | VAL 13 | 19è | 28  |